# 福岡町 (愛知県)
福岡町（ふくおかちょう）は、かつて愛知県額田郡にあった町である。
現在の岡崎市の南部に該当する。現在の地名は福岡町、上地、上地町などである。

## 沿革
- 江戸時代末期、この地域は西尾藩領、吉田藩領、旗本領などであった。
- 1872年（明治5年） - 土呂村と山畑村が合併し、土呂村となる。
- 1875年（明治8年） - 上地村と大谷村が合併し、上地村となる。
- 1878年（明治11年） - 土呂村、萱園村、高須村が合併し、福岡村となる。
- 1889年（明治22年）10月1日 - 福岡村と上地村が合併し、福岡村となる。
- 1893年（明治26年）11月8日 - 町制施行し、福岡町となる。
- 1955年（昭和30年）2月1日 - 岡崎市に編入される。

## 学校
- 福岡町立福岡中学校（現・岡崎市立福岡中学校）
- 福岡町立福岡小学校（現・岡崎市立福岡小学校）

## 交通機関
- 名鉄福岡線[2]
  - 福岡町駅
- 国鉄東海道本線（当時）が旧町域の東部を縦貫する。東海道本線の相見駅は旧町域外だが、旧町域の南東部に近い。

## 寺社
- 土呂八幡宮
- 上地八幡宮
- 願成寺
- 浄専寺
- 土呂殿本宗寺